# C★NOVELS
C★NOVELS（シーノベルス、C★N、CN）は、中央公論新社が発行している新書（ノベルズ）レーベル。発売日は基本的に毎月25日だが、変則的に例外が生じることもある。
カバー背中の上部には黒い猫のイラストが入っている。公式サイトにも黒い猫のイラストが見られる。

## 概要
1982年11月に創刊 され、主に檜山良昭『ポンパドール侯爵夫人殺人事件』（1982年11月）、赤川次郎『静かなる良人』（1983年8月）、内田康夫『盲目のピアニスト』（1986年11月）、中津文彦『遠眼鏡の中の女』（1986年11月）などのミステリー小説や、小池真理子『彼方の悪魔』（1987年11月）などのサスペンス小説、川又千秋『ラバウル烈風空戦録1』（1988年11月）、荒巻義雄『旭日の艦隊1』（1992年6月）などの架空戦記ものといったジャンルが刊行されている。
1993年にC★NOVELSファンタジア（C★NOVELS Fantasia、CN-Fantasia、CN-F）が誕生 し、茅田砂胡『放浪の戦士』（1993年10月）など数多くのファンタジー作品も発表されるようになる。
また、単行本をノベルス化したものはC★NOVELS Bibliotheque（CN-Biblio）として、京極夏彦『巷説百物語』（2002年2月）、森博嗣『スカイ・クロラ』（2002年10月）などが刊行されている。
小説をコミック化したものがCNコミックス（あるいはC★NOVELS COMICSと呼ぶ）として刊行され、鈴木理華『クラッシュ・ブレイズ コミック・バージョン 嘆きのサイレン1』、藤井英俊『コミック 聖刻群龍伝1』などがある。
カバー背中の黒猫のマークのバックの色は、C★NOVELSの場合が赤色、CN-Fantasiaの場合が黄色、CN-Biblioの場合は緑色となっている。
ほかに電子書籍に限り、C★NOVELS Miniという短編の作品専用のレーベルが配信発売されている。C★NOVELS Miniに限らず電子書籍化されている作品も増えた。
なお、茅田砂胡『スカーレット・ウィザード』は、第1回（2001年度）センス・オブ・ジェンダー賞国内部門大賞を受賞している。

## C★N 25
2007年、C★NOVELSが創刊25周年を迎えたことを記念し、アンソロジー『C★N 25』が発刊された。

## C★N創刊30周年&C★N-F創刊20周年
2012年にはC★NOVELSが創刊30周年を、2013年にはC★NOVELSファンタジアが創刊20周年を迎え、創刊以来、累計で1000点を上回る数の作品が刊行されている。
節目の2012年4月から2013年12月にかけて、プレゼントや特別編集企画などのフェアが開催された。
2013年11月、CN30周年&CN-F20周年特別企画として『茅田砂胡 全仕事1993-2013』が刊行された。

## C★NOVELS大賞
C★NOVELSで募集されている新人賞。C★NOVELSファンタジア編集部で選考を行い、大賞及び優秀作品が決定される。大賞および優秀作品は本レーベルから出版される。

## 主な作品
C★NOVELS
- 荒巻義雄「要塞」シリーズ、「旭日の艦隊」シリーズ
- 大石英司「半島有事」シリーズ
- 川又千秋「ラバウル烈風空戦録」シリーズ
- 谷甲州「覇者の戦塵」シリーズ
- 森村誠一「刺客請負人」シリーズ

C★NOVELSファンタジア
- 茅田砂胡「デルフィニア戦記」シリーズ、「暁の天使たち」シリーズ、「スカーレット・ウィザード」シリーズ
- 荻原規子「西の善き魔女」シリーズ
- 多崎礼「夢の上」シリーズ
- 九条菜月「翼を継ぐ者」シリーズ
- 黒川裕子「空飛ぶ貧乏騎兵隊」シリーズ
- 千葉暁「聖刻群狼伝」「聖刻群龍伝」シリーズ
- 葦原青「ユーネリア戦史」シリーズ
- 佐藤大輔「皇国の守護者」シリーズ

C★NOVELS Bibliotheque
- 京極夏彦「巷説百物語」シリーズ
- 森博嗣「スカイ・クロラシリーズ」
- 宮部みゆき「親友「島崎君」」シリーズ